# 3392 Setouchi
3392 Setouchi је Марсов тројански астероид са средњом удаљеношћу од Сунца која износи 2,140 астрономских јединица (АЈ).
Апсолутна магнитуда астероида је 14,2.